# 牆棋

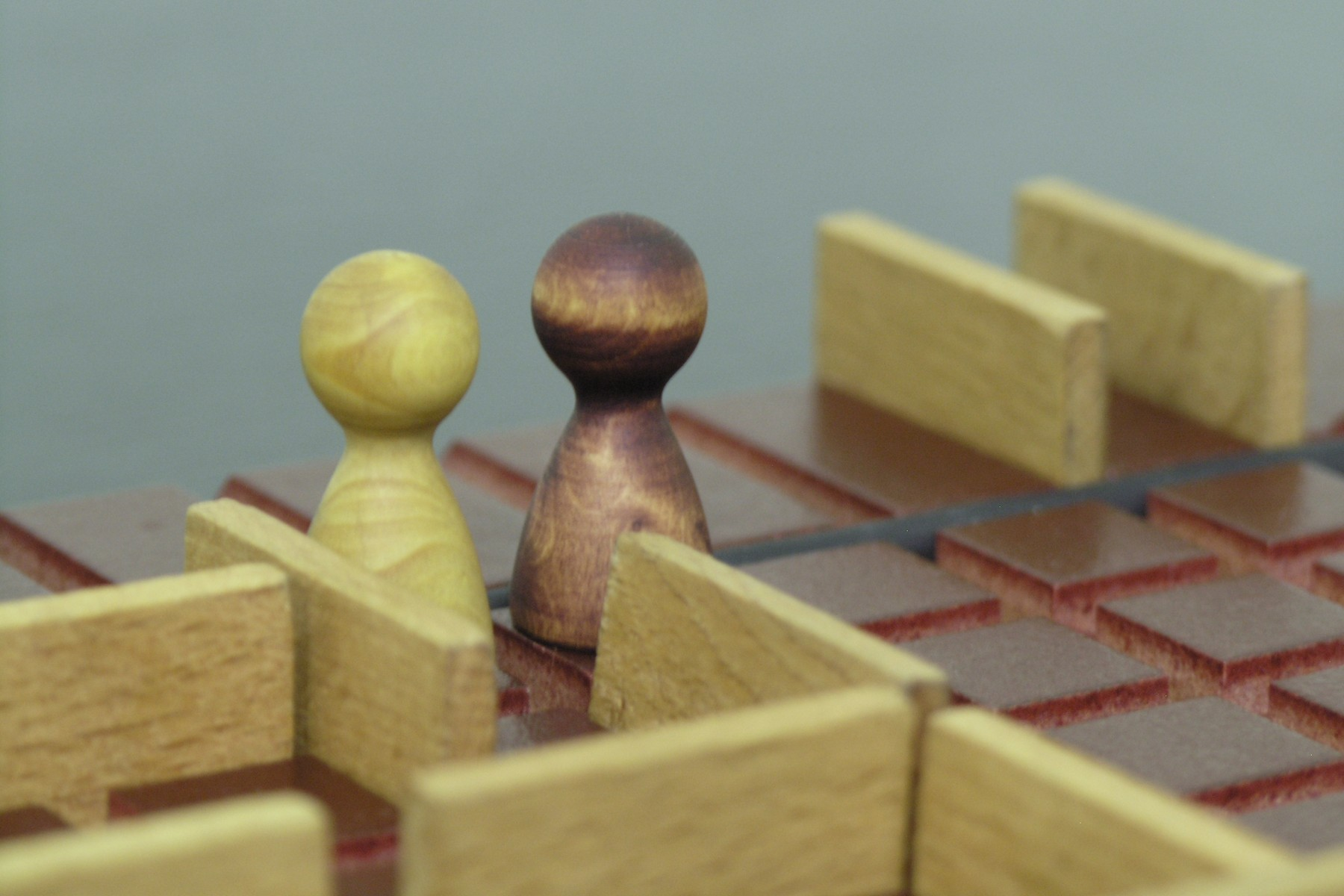
牆棋

路牆棋（Quoridor），或譯牆棋、步步為營，是由Mirko Marchesi（米尔科·迈凯西）设计、Gigamic Games发行的兩到四人對戰的棋類遊戲(桌面游戏)，并在1997年被门萨国际评选为门萨推荐的游戏。1998年游戏杂志（Games Magazine）年度游戏大奖。

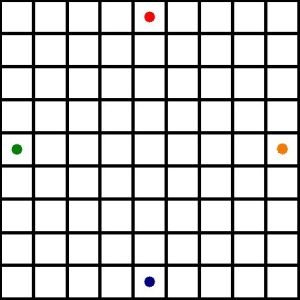
四位玩家起始布置。

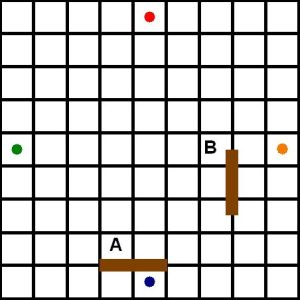
牆必須正放在兩格邊，如A所示。B因横跨三格所以為錯誤示範。

## 棋具
- 棋盤9乘9大小的棋格，格子間有溝槽。

- 棋子造型為類似西洋棋兵卒造型。每方各有一子。

- 做為牆壁的木片，長度為兩棋格。兩人玩時，每方各十片。三人玩時，每方七片。四人玩時，每方五片。

## 历史
步步为营是基于Mirko Marchesi早前发表在1975年的游戏Blockade。Mirko Marchesi在1995还年创造了另一个2人版本的Pinko Pallino，Pinko Pallino是两人游戏，棋盘是11×11，且有42个墙壁木片和稍有不同的规则。

## 規則
- 先將各棋子放置在棋盤各邊的中間格。兩人玩時，兩子需放在相對側。

- 輪到回合的玩家，須作以下兩動作之一：
  - 動子：移動至鄰邊四格之一。若有其他玩家的棋子相鄰，則可跳過後者至後方格，但不能一次跳過兩子以上的棋子。若跳過的棋子後方為木板，則可以跳至後者左方或右方。棋子不可穿過牆。
  - 放牆：放木片至溝槽，需正對棋格邊，也不可把棋子完全圍住以至不能到达对边[2]。在游戏结束前，所有已被放置的木片不能再次移动或拿回。

- 以本方棋子先抵達對邊為勝。

## 外部連結
- 規則介紹 （页面存档备份，存于）
- 線上遊戲[永久]
- 遊戲下載